# San Miguel de Valero
San Miguel de Valero è un comune spagnolo di 413 abitanti situato nella comunità autonoma di Castiglia e León.